# Opovo
Opovo (en serbe cyrillique : Опово ; en hongrois : Ópáva ; en allemand : Königsdorf) est une ville et une municipalité de Serbie situées dans la province autonome de Voïvodine. Elles font partie du district du Banat méridional. Au recensement de 2011, la ville comptait 4 546 habitants et la municipalité dont elle est le centre 10 475.

## Localités de la municipalité d'Opovo

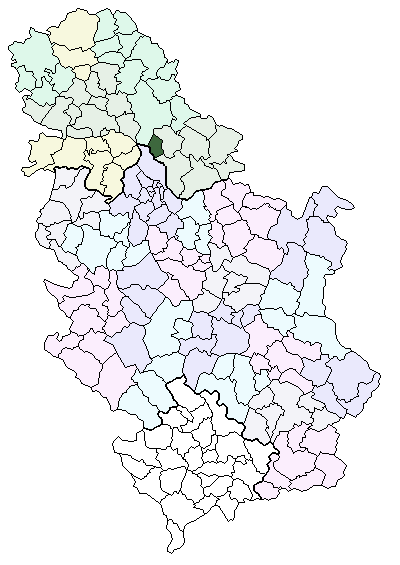
Localisation de la municipalité d'Opovo en Serbie
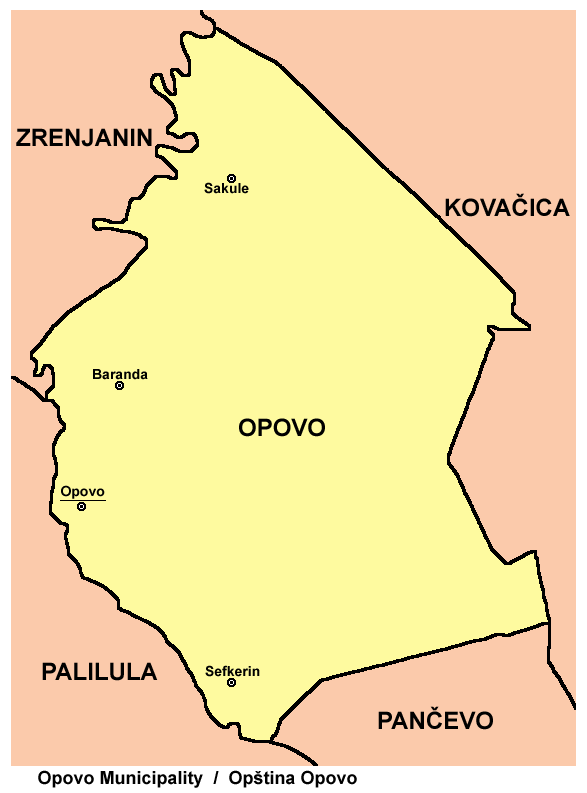
Localités de la municipalité d'Opovo

La municipalité d'Opovo compte 4 localités :
- Baranda
- Opovo
- Sakule
- Sefkerin

Opovo est officiellement classée parmi les « localités urbaines » (en serbe : градско насеље et gradsko naselje) ; les autres localités sont considérées comme des « villages » (село/selo).

## Démographie

### Ville

#### Évolution historique de la population dans la ville
| 1948  | 1953  | 1961  | 1971  | 1981  | 1991  | 2002  | 2011  |
| ----- | ----- | ----- | ----- | ----- | ----- | ----- | ----- |
| 4 396 | 4 415 | 4 254 | 4 482 | 4 769 | 4 777 | 4 693 | 4 546 |

### Municipalité

#### Répartition de la population dans la municipalité (2002)
Toutes les localités de la municipalité possèdent une majorité de peuplement serbe.

## Politique

### Élections locales de 2004
À la suite des élections locales de 2004, les sièges de l'assemblée municipale d'Opovo se répartissaient de la manière suivante :
| Parti                                                    | Sièges |
| -------------------------------------------------------- | ------ |
| Parti radical serbe                                      | 5      |
| Parti démocratique                                       | 5      |
| Mouvement Force de la Serbie                             | 3      |
| Liste « Nova Srbija i nezvisni… »                        | 2      |
| Liste « Udruženje povrtara Lala… »                       | 2      |
| Ligue des sociaux-démocrates de Voïvodine                | 2      |
| Parti démocratique de Serbie                             | 2      |
| Coalition « Vojvodina za sve » (« Voïvodine pour tous ») | 1      |
| G17 Plus                                                 | 1      |
| Liste des retraités de la municipalité d'Opovo           | 1      |
| Parti socialiste de Serbie                               | 1      |

### Élections locales de 2008
À la suite des élections locales serbes de 2008, les 24 sièges de l'assemblée municipale d'Opovo se répartissaient de la manière suivante :
| Parti                              | Sièges |
| ---------------------------------- | ------ |
| Liste « Milorad Soldatović »       | 10     |
| Parti radical serbe                | 5      |
| Pour une Serbie européenne         | 3      |
| Parti démocratique de Serbie       | 3      |
| Liste « J'aime la terre du Banat » | 2      |
| G17 Plus                           | 1      |

Milorad Soldatović, qui conduisait une liste indépendante, a été réélu président (maire) de la municipalité. Đurica Savkov, de la liste « Ja volim zemlju banatsku » (« J'aime la terre du Banat »), a été élu président de l'assemblée municipale.